# La Chaste Suzanne (film, 1963)
Pour les articles homonymes, voir La Chaste Suzanne.
Pour plus de détails, voir Fiche technique et Distribution.
La Chaste Suzanne (La casta Susana) est un film hispano-français de Luis César Amadori sorti en salles en 1963.

## Fiche technique
- Titre français : La Chaste Suzanne ou Les Folles Nuits du Moulin-Rouge[1]
- Titre original : La casta Susana
- Réalisation : Luis César Amadori
- Scénario : Luis César Amadori, Jesús María de Arozamena, Maurice Desvallières et Antony Mars
- Pays :  Espagne,  France
- Genre :  Comédie, comédie musicale
- Année : 1962
  - Date de sortie en salles en France : 28 juin 1963[1]
- Durée : 108 min
- Procédé image : couleur

## Distribution
- Marujita : Susanna
- Isabel Garcés : Delfina
- Carlos Estrada : Rone
- Rafael Alonso : Chanencey
- Armand Mestral : le baron des Aubrais
- Gracita Morales : Rosa
- Noël Roquevert : Pomarel
- Frédéric Duvallès : Alexis